# Iason Abramashvili
Iason Abramashvili (en géorgien : იასონ აბრამაშვილი), né le 26 avril 1988 à Bakouriani, est un skieur alpin géorgien, spécialiste des épreuves techniques.

## Biographie
Abramashvili prend part à ses premières courses officielles FIS en 2003.
Il a représenté son pays lors des Jeux olympiques d'hiver de 2006 à Turin, de 2010, à Vancouver, de 2014 à Sotchi et de 2018 à Pyeongchang. Il est au total trois fois le porte-drapeau géorgien en 2006, 2010 et 2018. Le skieur termine trois fois dans le top trente lors des compétitions olympiques : 29e du slalom géant en 2006, 22e du slalom en 2014 et 28e du slalom en 2018. En 2010, son compatriote et lugeur Nodar Kumaritashvili meurt à l'entraînement et malgré le choc, lui et ses coéquipiers décident de concourir lors de ces jeux.
Il fait ses débuts en Coupe du monde en janvier 2009 à Schladming, là où même il dispute sa huitième et dernière manche en 2018.
Il a participé aux Championnats du monde de 2005, 2007, 2009, 2011, 2013, 2017 et 2019, édition, où il fait sa dernière apparition dans le sport de haut niveau. Son meilleur résultat est une 28e place au slalom géant en 2007 à Åre.

## Palmarès

### Jeux olympiques
| Épreuve / Édition | Turin 2006 | Vancouver 2010 | Sotchi 2014 | Pyeongchang 2018 |
| Slalom géant      | 29e        | 46e            | Abandon     | Abandon          |
| Slalom            | 32e        | Abandon        | 22e         | 28e              |

### Championnats du monde
| Épreuve / Édition | Bormio 2005 | Åre 2007    | Val d'Isère 2009 | Garmisch-Partenkirchen 2011 | Schladming 2013 | Saint-Moritz 2017 | Åre 2019 |
| Slalom géant      | 46e         | 28e         | Abandon          | 46e                         | Abandon         | Abandon           | 63e      |
| Slalom            | Abandon     | Disqualifié | Disqualifié      | Abandon                     | 32e             | 40e               | Abandon  |